# Mühlhausen im Täle
Mühlhausen im Täle é um município da Alemanha, no distrito de Göppingen, na região administrativa de Estugarda , estado de Baden-Württemberg.